# Panamerikameisterschaft 2004 (Badminton)
Die Panamerikameisterschaft 2004 im Badminton fand vom 20. bis zum 22. April 2004 im Club de Regatas in Peru statt. Es wurde nur der Teamwettbewerb ausgetragen.

## Medaillengewinner
| Disziplin  | Gold | Silber | Bronze |
| ---------- | --- | --- | --- |
| Mannschaft | Kanada Mike Beres Andrew Dabeka Kyle Hunter Philippe Bourret Helen Nichol Jody Patrick Charmaine Reid Anna Rice | Peru Mario Carulla Andrés Corpancho Javier Jimeno Rodrigo Pacheco Lorena Blanco Sandra Jimeno Doriana Rivera Valeria Rivero | Vereinigte Staaten Howard Bach Mike Chansawangpuvana Kevin Han Raju Rai Jennifer Coleman Eva Lee Mesinee Mangkalakiri Jamie Subandhi |

## Ergebnisse
| Pos. | Team               | Pld | W | L | MF | MA | MD  | Pts | Resultat  |
| ---- | ------------------ | --- | - | - | -- | -- | --- | --- | --------- |
| 1    | Kanada             | 4   | 4 | 0 | 19 | 1  | +18 | 4   | Champions |
| 2    | Peru               | 4   | 3 | 1 | 13 | 7  | +6  | 3   | Silber    |
| 3    | Vereinigte Staaten | 4   | 2 | 2 | 13 | 7  | +6  | 2   | Bronze    |
| 4    | Suriname           | 4   | 1 | 3 | 3  | 17 | −14 | 1   | 4.        |
| 5    | Brasilien          | 4   | 0 | 4 | 2  | 18 | −16 | 0   | 5.        |

| Kanada             | 4–1 | Vereinigte Staaten |
|                    |     |                    |
| Kanada             | 5–0 | Peru               |
|                    |     |                    |
| Kanada             | 5–0 | Brasilien          |
|                    |     |                    |
| Kanada             | 5–0 | Suriname           |
|                    |     |                    |
| Vereinigte Staaten | 2–3 | Peru               |
|                    |     |                    |
| Vereinigte Staaten | 5–0 | Brasilien          |
|                    |     |                    |
| Vereinigte Staaten | 5–0 | Suriname           |
|                    |     |                    |
| Peru               | 5–0 | Brasilien          |
|                    |     |                    |
| Peru               | 5–0 | Suriname           |
|                    |     |                    |
| Brasilien          | 2–3 | Suriname           |
|                    |     |                    |